# D'Artagnan (miniserie televisiva 1969)
D'Artagnan era uno sceneggiato televisivo realizzato da una co-produzione francese, italiana, tedesca e austriaca.

## Descrizione
Fu trasmesso in Francia nel dicembre 1969; nel 1970 fu trasmesso in Germania e in Italia con il titolo "la spada di D'Artagnan".In Italia a partire dal 1973 è stato ritrasmesso più volte dalla RAI, nel formato della "replica", come riempitivo dei programmi televisivi estivi della "TV dei Ragazzi". 
Lo sceneggiato, realizzato da Claude Barma, era una trasposizione televisiva della trilogia dei tre moschettieri di Alexandre Dumas. Furono realizzati 4 episodi: i primi due vennero tratti dal romanzo I tre moschettieri il terzo dal romanzo Vent'anni dopo e il quarto dal romanzo Il Visconte di Bragelonne. Il risultato di tale scelta narrativa è stato piuttosto caotico e tale da disorientare gli spettatori: mancando un filo conduttore tra le quattro puntate, ognuna di esse è un concentrato di episodi isolati e slegati tra loro,  presi qua e là dai romanzi di Dumas. Ogni episodio pare decontestualizzato dai precedenti avvenimenti rappresentati dalle altre puntate.Emblematica è l'ultima scena della quarta puntata che si chiude frettolosamente e improvvisamente con una cavalcata dei vecchi compagni.
L'opera televisiva è piuttosto mediocre nel suo insieme, pur disponendo di una scenografia e coreografie molto accurate e persino di alcuni attori celebri nei rispettivi paesi europei o provenienti dal mondo del teatro (come il protagonista Dominique Paturel).